# Sport Club Americano
L'Sport Club Americano fou un club de futbol brasiler de la ciutat de São Paulo.
El club va ser fundat el 21 de maig de 1903 a la ciutat de Santos. No obstant, el 1908 es va moure a São Paulo. Entre 1911 i 1916 el club no va perdre cap partit de 23 disputants, amb 15 victòries i 8 empats. Guanyà el campionat paulista dos cops. L'any 1916 cessà en les seves activitats.
L'Sport Club Americano disputava els seus partits a l'estadi Velódromo Paulistano.

## Palmarès
- Taça dos Campeões Estaduais Rio - São Paulo:
  - 1912
- Campionat paulista:[4]
  - 1912, 1913